# ツアー・オブ・ターキー
ツアー・オブ・ターキーは、トルコで行われる自転車ロードレースのステージレース。トルコ語表記では、Cumhurbaşkanlığı Uluslararası Bisiklet Turu。英語表記では、Presidential Cycling Tour of Turkeyとなる。また、トルコ一周と表記するケースもある。
1968年に創設。2005年にUCIヨーロッパツアーに組み入れられたが、当時は最下級クラスの2.2であった。2008年に2.1に格上げされた頃からUCIプロチームなどの著名チームの参加が見られるようになった背景により、2010年より、同ツアー最上級である2.HCに格上げされた。2017年より、世界最高カテゴリーであるUCIワールドツアーに昇格したが、2020年にUCIプロシリーズへ降格。
2010年の開催では、土井雪広が総合6位に入った。

## 歴代優勝者
| 年   | 優勝者                                                     |
| ---- | ---------------------------------------------------------- |
| 2002 | ガデル・ミズバニ                                           |
| 2003 | メルト・ムトル                                             |
| 2004 | アアド・カゼミ・サライ                                     |
| 2005 | スヴェトスラフ・チャンリエフ                               |
| 2006 | ガデル・ミズバニ                                           |
| 2007 | イヴァイロ・ガブロヴスキ                                   |
| 2008 | ダビ・ガルシア・ダペナ                                     |
| 2009 | ダリル・インピー                                           |
| 2010 | ジョヴァンニ・ヴィスコンティ                               |
| 2011 | アレクサンドル・エフィムキン                               |
| 2012 | アレクサンドル・ディアチェンコ                             |
| 2013 | ナトナエル・ベルハネ                                       |
| 2014 | アダム・イェーツ                                           |
| 2015 | クリスティアン・デュラセック                               |
| 2016 | ジョゼ・ゴンサルヴェス                                     |
| 2017 | ディエゴ・ウリッシ                                         |
| 2018 | エドゥアルド・プラデス                                     |
| 2019 | フェリックス・グロースシャルトナー                         |
| 2020 | 新型コロナウイルス感染症の世界的流行 (2019年-)により未開催 |
| 2021 | ホセマヌエル・ディアス                                     |
| 2022 | パトリック・ベヴィン                                       |
| 2023 | アレクセイ・ルツェンコ                                     |
| 2024 | フランク・ファン・デン・ブルーク                           |
| 2025 | ウァウテル・プールス                                       |